# 博托沙納鄉
47°41′N 25°57′E / 47.683°N 25.950°E
博托沙納鄉（羅馬尼亞語：Comuna Botoșana, Suceava），是羅馬尼亞的鄉份，位於該國東北部，由蘇恰瓦縣負責管轄，面積37平方公里，海拔高度398米，2007年人口2,456，人口密度每平方公里66人。